# Xylocopa dormeyeri
Xylocopa dormeyeri är en biart som först beskrevs av Günther Enderlein 1909.  Xylocopa dormeyeri ingår i släktet snickarbin, och familjen långtungebin. Inga underarter finns listade i Catalogue of Life.